# Спорт у Уједињеном Краљевству
Спорт у Великој Британији игра важну улогу у британској култури. Велика Британија је изродила низ главних међународних спортова, укључујући фудбал, асоцијације, бадминтон, билијар, боћање, бокс, крикет, керлинг, пикадо, голф, хокеј, нетбол, рагби , тенис, стони тенис, снукер, сквош и ватерполо. Стандардизација различитих спортова, као што су веслање, плес и спортски спортови догодила се у Великој Британији.
То је значило да су се у раној фази многих спортова Енглеска, Шкотска, Велс и Ирска формирале међу најранијим одвојеним управљачким телима, националним тимовима и такмичењима у домаћим лигама. Након 1922. неки су спортови формирали одвојена тела за Северну Ирску, али неки су и даље били организовани на целој Ирској.
У малом броју спортова ове екипе су допуњене значајним догађајима са комбинованим тимом који представља једну или више нација.
Свеукупно, фудбал привлачи највише гледалаца и новац, иако је нација карактеристична по разноликости својих спортских интереса, посебно на елитном нивоу. Главни индивидуални спортови укључују атлетику, бициклизам, мотоциклисте и трке коња. Тенис је спорт највишег профила током две недеље првенства у Вимблдону, али иначе се бори да задржи своје у земљи рођења. Снукер и пикадо такође уживају у појачаним профилима у складу са одржавањем највећих догађаја. Многи други спортови се такође играју и прате их у мањој мери. Доста се расправља око тога који спорт има најактивније учеснике у пливању, атлетици, бициклизму а у истраживању Sport England Active People survey из 2010, се показало да имају шире активно учешће од фудбалске асоцијације.

## Историја
Писање о спорту објашњавало је улогу пуританске моћи, енглеског грађанског рата и обнове монархије у Енглеској. Дуги парламент 1642. "забранио је позоришта која су се сусрела с пуританским неодобравањем. Иако би се сличне мере предузеле и против одређених спортова, није јасно да ли је крикет на било који начин забрањен, осим што играчи не смеју да прекрше суботу". 1660. године "обнављањем монархије у Енглеској одмах је уследило поновно отварање позоришта и тако и укинуте и све санкције које су пуританци изрекли за крикет". Политички, социјални и економски услови након рестаурације  су охрабрили прекомерно коцкање, толико да је Закон о коцкању 1664. године сматран неопходним. Сигурно је да су крикет, трке коња и бокс (тј. борбе са наградама) финансирани коцкањем интересовања. Био је обичај да заштитници крикета, који су сви били коцкари, формирају јаке тимове током 18. века који ће представљати своје интересе. Он дефинише јак тим као једног представника више жупа и сигуран је да су се такви тимови први пут окупили или непосредно након 1660. године. Пре енглеског грађанског рата и Заједнице, сви доступни докази закључују да је крикет еволуирао на ниво сеоског крикета само тамо где се такмиче тимови који су строго репрезентативни за поједине жупе. "Јаки тимови" након рестаурације обележавају развој крикета (и, заиста, професионалног тимског спорта, јер је крикет најстарији професионални тимски спорт) од парохијског до жупанијског стандарда. То је била основа порекла за главни, или првокласни крикет. Година 1660 такође обележава порекло професионалног тимског спорта.
Крикет се добро уврстио међу енглеском вишом класом у 18. веку и био је главни фактор у спортском надметању у државним школама. Војске јединице широм царства имале су времена на располагању и охрабриле су домаће да науче крикет како би могли да се забаве. Већи део Царства прихватио је крикет, са изузетком Канаде. Тест крикетских мечева (међународних) почео је 1870-их; прво и најпознатије ривалство је оно између Аустралије и Енглеске.
Бројне јавне школе као што су Винчестер и Етон, увеле су варијанте фудбала и других спортова за своје ученике. Они су у то време описани као "невини и законити", свакако у поређењу са грубим сеоским играма. Урбанизацијом у 19. веку, сеоске игре преселиле су се у нове урбане центре и дошле под утицај средње и више класе. Правила и прописи осмишљени у енглеским институцијама почели су се примењивати на ширу игру, при чему су управљачка тела у Енглеској основана за бројне спортове до краја 19. века. Растући утицај више класе такође је ставио нагласак на аматера, али и на дух „фер плеја“. Индустријска револуција је са собом донела и повећање мобилности, те је створила прилику универзитетима у Британији и другдје да се међусобно надмећу. То је покренуло све веће покушаје обједињавања и усклађивања различитих игара у Енглеској, што је довело до успостављања Фудбалског савеза у Лондону, првог званичног управљачког тела у фудбалу.
Да би се спорт могао професионализовати, тренирање је морало да дође прво. Постепено се професионализирала у викторијанској ери и улога је била добро успостављена до 1914. године. У Првом светском рату војне су јединице тражиле тренере да надгледају физичко кондиционирање и развију тимове за изградњу морала.

### Спортска култура
Британски премијер Џон Мејџор био је политички лидер који се највише идентификовао са промоцијом спорта. 1995. године тврдио је:
```
Измислили смо већину великих светских спортова .... Британија из 19. века била је колевка револуције у слободно време, свако толико значајна колико и пољопривредне и индустријске револуције које смо покренули пре века.
[
5
]
```

Британци су показали веће интересовање за спорт и већу разноликост од било којег ривала. То је углавном последица развоја железничке мреже у Великој Британији пре других народа. Дозвољавали су националне новине и путовања по земљи далеко раније него у другим местима. Они су припадали месту са таквим моралним питањима као што су спортско владање и фер плеј. Крикет је постао симбол царског духа у целом Царству. Фудбал се показао врло атрактивним за градску радничку класу, што је упорне навијаче увело у свет спорта. У неким спортовима било је значајних контроверзи у борби за аматерску чистоћу, посебно у рагбију и веслању. Нове игре постале су популарне готово преко ноћи, укључујући тенис на трави, бициклизам и хокеј. Жене су се много вероватније бавиле се овим спортовима. Аристократија и племство, својом контролом над земљишним правима, доминирали су у лову, стрељаштву, риболову и коњским тркама.  Многи модерни олимпијски спортови своје корене сежу до Британије.

## Финансирање
Политичка одговорност за спорт је препуштена ствар. Како Енглеска нема свој парламент, Министарство за културу, медије и спорт Уједињеног Краљевства које предводи министар кабинета - иако министар за спорт и туризам није у кабинету - бави се енглеским спортом поред Уједињеног Краљевства.
Политичку одговорност за спорт у Шкотској сноси шкотски министар за спорт и унапређење здравља, тренутно Џејми Хепбурн, иако је део мандата секретара кабинета за здравље, добробит и спорт, тренутно Шона Робисон.
Политичку одговорност за спорт у Велсу сноси велшки министар за здравље, добробит и спорт, тренутно Во Гетинг. Министар поставља стратешке циљеве политике за спорт у Велсу који је одговоран за развој и промоцију спорта и активног начина живота у Велсу. Владина организација Sport Wales блиско сарађује са управним органима спорта у Велсу којима они додељују средства владе и Националне лутрије, путем грантова и награда.
Пошто се скупштина Северне Ирске смањила и број одељења је уклоњен, није јасно ко је политичка одговоран за Спорт у Северној Ирској. Међутим, готово сваки тимски спорт организован је на целој Ирској или широм Уједињеног Краљевства, а фудбал и нетбол су једини изузеци. Као такву одговорност за већину спорта сноси или министар Велике Британије или министар за саобраћај, туризам и спорт Ирске.
Савез за спорт и рекреацију је представничко тело за спортске организације у Уједињеном Краљевству, укључујући савезе, удружења играча, удружења менаџера и регионалне организације.
Велика већина средстава за елитни спорт у Уједињеном Краљевству комерцијално се генерише, али то је у великој мери концентрисано на неколико спортова. На пример, 20 клубова енглеске Премијер лиге имало је процењени комбиновани промет од 1,25 милијарди фунти у периоду 2003-04 а укупни приход британског професионалног фудбала био је у око 2 милијарде фунти. Остали велики спортови имају промет у ниским девет цифара или десетинама милиона. На пример, крикет увелико зависи од ТВ уговора који је за сезоне 2006-09 вредио 55 милиона фунти годишње.
Атлетика, али и већина спортова изван првих десет или нешто више од популарности, увелико зависе од јавног финансирања. Владина агенција која то чини је UK Sport, која има подружнице у свакој од матичних држава. Ове агенције су такође одговорне за дистрибуцију новца прикупљеног за спорт од стране Националне лутрије. 2005. године, када је објављено да ће Лондон бити домаћин Игара 2012. године, UK Sport објавио је планове финансирања који су више него икада раније били усмерени на награђивање спортова који су постигли олимпијски успех и као обавезу кажњавања оних који то нису учинили. UK Sport такође пружа новац за рекреативну страну главних екипних спортова, чак и фудбала.
Остали спортови имају користи од посебне финансијске услуге. Британски тенис субвенционише добит од првенства у Вимблдону, које сваке године буде у десетинама милиона фунти. Коњске трке имају користи од намета на клађење.

## Популарност
По анкети из 2003. године:
| Спорт            | ТВ гледаност | Учешће | Заинтересовано |
| ---------------- | ------------ | ------ | -------------- |
| Фудбал           | 46%          | 10%    | 45%            |
| Рагби            | 21%          | /      | 27%            |
| Тенис            | 18%          | 3%     | 23%            |
| Крикет           | 18%          | 2%     | 19%            |
| Атлетика         | 18%          | 2%     | 21%            |
| Снукер           | 17%          | 5%     | 24%            |
| Мото трке        | 16%          | /      | 20%            |
| Лигашки рагби    | 12%          | /      | 15%            |
| Бокс             | 11%          | /      | 14%            |
| Пикадо           | 9%           | 3%     | /              |
| Пливање          | /            | 9%     | /              |
| Теретана         | /            | 12%    | 17%            |
| Бадминтон        | /            | 3%     | /              |
| Сквош            | /            | 3%     | /              |
| Спортови на води | /            | 2%     | /              |
| Скијање          | /            | 1%     | /              |
| Боћање           | /            | 1%     | /              |

## Спорт у медијима
Британским медијима доминирају јавни медији а локални медији играју много мању улогу. Традиционално, БиБиСи је играо доминантну улогу у телевизијском спорту, пружајући ширококвалитетно оглашавање и бесплатан публицитет, у замену за права на емитовање за ниске хонораре. ITV је емитовао мањи портфељ догађаја. Почетком деведесетих овај аранжман је нарушен доласком платне телевизије. BSkyB је свој рани маркетинг углавном темељио на куповини енглеског прволигашког фудбалског прволигаша, који је преименован у The Premiership као део договора. Потом је стекао много више врхунских права у другим спортовима. Међутим, Sky телевизија је усредсређена на такмичења која редовно могу напунити своје специјалне спортске канале, а многи догађаји се и даље приказују на бесплатној телевизији, посебно годишњим и четверогодишњим догађајима, попут Вимблдона и Олимпијаде. Свака држава: Шкотска, Велс и Северна Ирска имају своје фидове за BBC1 и BBC2, што омогућава BBC-у да се одјави од програма у Уједињеном Краљевству како би приказао утакмицу у тој области. То се често користи када све четири државе имају Међународну фудбалску утакмицу исте вечери, али се такође могу користити за показивање спорта мањинских интереса у земљи у којој су они највише цењени.
Постоје и прописи који спречавају да се поједини наведени догађаји продају искључиво за плаћање телевизије. 2006. године ирска компанија Setanta Sports направила је велики помак на британском тржишту плативши 392 милиона фунти за права на Премијер лигу, као и једну трећину живих премијерлигашких утакмица током трогодишњег периода од лета 2007. до лета 2010. године.
Радио покривеност је такође важна. BBC-јев Радио 5 преноси скоро све значајне спортске догађаје. Сада има комерцијалног ривала који се зове TalkSport, али овај није набавио ни близу толико ексклузивних уговора као што је Скај Спортс. BBC Радио такође пружа велику покривеност спортом, пружајући већу изложеност клубовима другог нивоа који имају ограничену националну покривеност.

## Тимски спортови
Четири спорта у Великој Британији имају високе професионалне лиге. Фудбал је најпопуларнији спорт и игра се од августа до маја, на челу Премијер лиге у Енглеској, а шкотског Премијершипа у Шкотској. Рагби лига је традиционално зимски спорт, али од касних деведесетих година најелитнијег такмичења, Супер лига се лети игра како би се смањила конкуренција за пажњу фудбала. Рагби савез је такође зимски спорт, са рагби Премијершипом у Енглеској. Крикет се игра на лето, од априла до септембра у разним форматима професионалних окружних тимова под окриљем одбора за крикет у Енглеској и Велсу, док је у Ирској и Шкотској Еуро Т20 Слам франшизно такмичење и једино у потпуности професионално такмичење.
Постоји такође низ полупрофесионалних лига са националним трагом; Хокеј на леду управља Уједињеним Краљевством лигу која се зове Елитна лига хокеја на леду, са најмање једним тимом у свакој од четири конститутивне земље. И мушка и женска кошаркашка лига, Британска кошаркашка лига и женска британска кошаркашка лига, делују полупрофесионално у Енглеској и Шкотској, као и премијерно такмичење у нетбол-у Суперлиге у Енглеској.
У Северној Ирској, као и у остатку Ирске, галске игре уживају значајну подршку националистичке заједнице, иако су играчи строго аматери.

### Фудбал
Савремена глобална фудбалска игра еволуирала је из традиционалних фудбалских игара које су се у Енглеској играле у 19. веку и данас је спорт са највиших профила у Великој Британији, са врло широком маржом. То је случај већ генерацијама, али сматра се да се јаз још од почетка деведесетих повећао, а фудбалска доминација често се сматра претњом другим спортовима. Свака од четири земље у Великој Британији организује своју фудбалску лигу;међутим, постоји неколико тимова који играју у другој земљи.
Једино велико такмичење националних репрезентација које је освојила матична нација је Светски куп 1966. године, који је Енглеска била домаћин и победила, иако су клубови и шкотске и енглеске домаће лиге имали успеха у европским клупским такмичењима, пре свега у Лиги шампиона УЕФА или њеном претходнику Европски куп. Сетлик освојио је Европски куп 1966-67, постајући први британски тим који је то учинио, са тимом који је у потпуности састављен од играча рођених у локалном простору око стадиона клуба, док је следеће године Манчестер јунајтед постао први енглески клуб који је победио на такмичењу, 10 година након што је тим био жртва злогласне ваздушне катастрофе у Минхену, док је играо на истом такмичењу. Ливерпул је са 6 победа најуспјешнији енглески и британски тим у европском фудбалу.
Када је Велс у питању, ту је такође Премијер лига. Ове лиге имају релативно низак профил јер је рагби савез национални спорт Велса, а прва три велшка фудбалска клуба играју у систему енглеске лиге.
У Ирској је актуелна Премијер лига Северне Ирске у фудбалу.
Сваке сезоне најуспешнији клубови из сваке матичне државе квалификовали су се за два европска клупска такмичења у организацији УЕФА, Лига шампиона (раније Европски куп) и Лига Европе (раније Куп УЕФА). Енглеска и Шкотска су имале победнике сваког од ових такмичења.
Током 100 година до 1984. године, Енглеска, Шкотска, Велс и Северна Ирска годишње су се такмичиле у британском домаћем првенству, али је то престало из различитих разлога. У 2011. години постојао је куп нација који је личио на старо такмичење. Када је први пут предложено да се поврати такмичење, енглески ФА је имао резерве и тако су га оспориле остале три матичне државе и Република Ирска, које су биле прва земља домаћин и победници. Турнир је требао да се игра двогодишње како би се спречио застој чвора током квалификационих година Светског купа са догађајем 2013. који се одржао на стадиону Миленијум у Кардифу, турнир је отказан након прве године јер је врло мало навијача било спремно да путује и турнир није створио очекиване приходе. Шкотска и Велс су одиграли једни против других у квалификацијама за Светски куп, а између Шкотске и Енглеске организовано је пријатељско обележавање 150 година како би се прославила годишњица формирања енглеског Ф.А.
Ниједна репрезентација Уједињеног Краљевства није редовно формирана за фудбалске догађаје на Олимпијским играма. Предлоге за Уједињено Краљевство нису подржали шкотски, велшки и северноирски фудбалски савези. Три тела су се бојала да ће тимови Велике Британије поткопати њихов независни статус - страх је потврдио и председник ФИФА-е Сеп Блатер Енглеска је била најуспешнија од домаћих нација, победила је на Светском купу на домаћем тлу 1966. године, иако је историјски било ривалства између Енглеске и Шкотске.

### Крикет
Рано позивање на одвојене националне идентитете у Уједињеном Краљевству можда најбоље илуструје игра крикета. Тврди се да је крикет измишљен у Енглеској. Национални спорт Енглеске је крикет, али Енглеска нема сопствену екипу, уместо тога поставља заједнички тим са Велсом. Енглеска екипа за крикет, која је контролисана од стране Одбора за крикет Енглеске и Велса, била је једина национална екипа у Великој Британији са статусом теста до Ирске, која представља обе Северне Ирска и Република Ирска су статус теста добили у јуну 2017. Сваког лета две репрезентације посећују и играју седам тест утакмица и бројне једнодневне интернационалне екипе, а током зиме британске репрезентације путују у иностранство. Најпопуларнији ривал тима је аустралијска екипа, са којом се такмичи за Ашез, један од најпознатијих трофеја у британском спорту.
Постоји осамнаест професионалних округа, од којих је седамнаест у Енглеској и један у Велсу. Свако лето жупанијски клубови се такмиче у првокласном првенству које се састоји од две лиге од девет екипа и у којима се утакмице играју током четири дана. Исти тимови такође играју једнодневну Националну лигу, једнодневно нокаут такмичење. Чланови тима се састају са главних страна жупаније и укључују енглеске и велшке играче. Он никако није једнак фудбалу у финансијама, посећености или покривености, али ипак има висок профил. То је вероватно други најраспрострањенији спорт у Енглеској, а трећи најзаступљенији спорт у Велсу, а богатство енглеског тима будно прати многи људи који никада не присуствују живој игри.
Шкотска и Ирска имају своје екипе за крикет, али игра није толико популарна нити су њихове екипе тако успешне као енглески и велшки. Ирска није добила статус теста до 2017. године, а Шкотска још увек нема тест статус. Будући да Ирска није играла свој први тест до 2018. године, Шкотска још увек не игра тестове, а обе су тек недавно почеле да играју у пуним Једнодневним интернационалцима, многи Шкоти и Ирци претходно су играли и играли на страни Енглеске и Велса.

### Рагби
Попут фудбалског савеза, рагби савез и рагби лига развијали су се из традиционалних британских фудбалских игара у 19. веку. Рагби фудбал је кодификован 1871. Незадовољство управљањем спортом довело је 1895. године до низа угледних клубова који су основали шта би постало рагби лига. Отуђени клубови, са седиштем у претежно индустријским областима северне Енглеске, желели су да им надокнаде играче који су недостајали због играња утакмица, али су им се супротставили они клубови који су претежно били средње класе и који су често били на југу земље. Након тога, рагби лига је развила нешто другачија правила. Већи део 20. века постојао је значајан антагонизам према рагби лиги из рагби уније. Један посланик је описао то као "један од најдужих (и најтежих) притужби у историји", с тим да је било коме старијем од 18 година који је повезан са рагби лигом заувек забрањен рагби савез. Тај антагонизам је умро од 1995. године када је међународно управљачко тело рагби савеза, данас познато као Светски рагби, "отворило" рагби савез професионализму.
Енглеска, Шкотска, Велс и Ирска (Северна и Република заједно) заједно су имале одвојене тимове а заједнички су познати као Дом нације. Сва четири тима су међу првих десет у глобалном рагби савезу. Шампионат шест нација који се игра између матичних нација, Италије и Француске водећи је међународни турнир на северној хемисфери. Трострука круна се додељује било којем од матичних држава који победи остале три на том турниру. Игре се такође често играју против квартета „Јужна хемисфера“ Јужне Африке, Аустралије, Новог Зеланда и Аргентине - као и других земаља које играју рагби. Енглеска је освојила Светски куп у рагбију 2003, прву победу у такмичењу од стране британског тима (или, у том случају, било које земље Северне хемисфере), а били су другопласирани у Аустралији 1991. и Јужној Африци 2007. Године. 1987, Велс постигао је најбоље треће место, а 1991. године Шкотско најбоље четврто место. Ирска није напредовала даље од четвртфинала. Енглеска (1991) и Велс (1999) били су домаћини Светског купа у рагбију заједно са осталим државама нација. У 2015. години Енглеска је била домаћин Светског купа у рагбију; међутим, неке игре су игране у Велсу.
У 2011. години Светски куп у рагбију Велс је био једина домаћа нација која је напредовала даље од четвртфинала.
Рагби савез има неколико подручја, нарочито Јужни Велс, Шкотске границе, енглеску западну земљу, Лондон и Мидландс. Рагби савез углавном се сматра националним спортом Велса. Енглеска организује сопствену националну лигу у Премијершип Рагби, која је покренула Куп у периоду 2018-1919 да замени бивши Англо-велшки куп, који је почео као такмичење само у Енглеској, али је укључивао велшке тимове од 2005. до пропасти 2018. године. Друге домаће нације сада имају јединствену професионалну лигу, тренутно познату као Guinness Pro14, која такође укључује тимове из Италије и Јужне Африке. Број посета клупском рагбију у Енглеској снажно је порастао откако је спорт постао професионалан; насупрот томе, професионална ера имала је трауматичан утицај на традиционалну структуру клупског рагбија у Велсу и Шкотској, иако се одавно успостављена покрајинска структура у Ирској релативно успешно опоравила и тамо су присуствовали (и успеси) у домаћој и европској конкуренцији, укључујући и тим са седиштем у Северној Ирској, Улстер Рагби, упоредив је са већим енглеским клубовима. По регионалном моделу Велса и Ирске, Шкотска је такође првобитно основала четири регионална тима за Северну, Источну, Јужну и Западну Шкотску. Због демографије земље, северни регион је био превише простран да би га могао опслуживати један клуб (преко двоструко веће од Велса, али са само четвртином становништва) и 5% становништва који су живели у рагбију - љубави границе нису биле довољне за одржавање јужне франшизе, остављајући само запад и исток. Било је говора о прекрајању региона, са тим што је север подељен на два, а југ апсорбиран у западни и источни регион, али две италијанске стране су уместо тога заузеле места, а касније је конкуренција додала две јужноафричке стране.
Сви домаћи народи играју у великим, врхунским просторима. Велс и његово управљачко тело, велшки рагби савез, дом се налазе на стадиону Миленијум. Највећи стадион Шкотске, чији капацитет је преко 67.000, је Мурајфилд у Единбургу, дом националног тима и Шкотске рагби уније. Ирска тренутно игра све своје домаће утакмице у главном граду Републике, Даблину, на стадиону Авива, стадиону од 55.000 места за фудбал и рагби савез, изграђеном на месту историјског дома ирског рагбија. Током изградње Авиве током 2000-их, Ирска је играла многе домаће утакмице на националном стадиону са 80.000 места, Крок Парк.
Пошто је светско управљачко тело у свету, Светски рагби, са седиштем у Даблину и под великим доминацијом домобранских народа, никада није било претње независности тима сваке земље и заједнички тим, познат као британски и ирски лавови, ће обилазити нацију Јужне хемисфере сваке четири године.
Четири домаће државе такође имају 7 тимова. Енглеска, Шкотска и Велс су „основни тимови“ који се такмиче у свим догађајима годишње светске серије Рагби Севенс за мушкарце (рагби седморица), а Енглеска је основни тим у Светској серији жена у рагбију од почетка стварања другог такмичења 2012. године. Ирска има није био конкурентан у мушким тимовима, али женски тим седмих имао је основни статус поред Енглеске у два различита наврата - прво за серију 2013–14, а последњу од серије 2015–16. Уједињено Краљевство је тренутно домаћин догађаја у свакој (за мушкарце); Велика Британија је била домаћин другог догађаја у Шкотској, али тај догађај је уклоњен из распореда након серије 2014–15. У женским серијама 2014–15. Је наступио догађај у Лондону, али тај се турнир није вратио ни у једној наредној серији. Рагби савез се вратио на Олимпијске игре 2016. са седам турнира и за мушкарце и за жене; мушка репрезентација Велике Британије освојила је сребрну медаљу, у финалу је изгубила од Фиџија, а женска је екипа изгубила у мечу за бронзану медаљу од Канаде. За разлику од фудбала, учешће седмих тимова Велике Британије на Олимпијским играма подржало је Светско рагби (тада познато као Међународни рагби одбор) 2011. године. победоносни - Енглеска на уводном турниру 1993. и Велс 2009. године.
Као и рагби савез, Енглеска, Шкотска, Велс и Ирска, све те екипе одвојене су од стране рагби лиге. Укупна рагби лига је мањи спорт од рагби савеза у Великој Британији, али привлачи више пажње у Јоркширу и северозападној Енглеској и популарна је у целој земљи. Лига на највишем нивоу је Супер лига, која се проширила на 14 тимова за сезону 2009, али је смањена на 12 тимова са завршетком лиценцирања и реорганизацијом професионалних лига у 2015. Од тренутне сезоне 2018, 11 тимова су у срцу, а изузетак су француски каталонски змајеви. Пре реорганизације 2015. године, лондонски Бронкос такмичио се у Супер лиги. Испод овог нивоа су првенство и лига 1 (историјски националне лиге); Француска страна Тулуз Олимпик такмичила се у првенству од 2009. до 2011. године, вратила се у британску рагби лигу 2016. године у Лиги 1 и промовисана је у првенство 2017. 2017. На првенству 2018. године учествовало је 12 тимова, од којих је девет било из срца, плус лондонски Бронкос, Олимпик у Тулузу и канадског Торонто Вулфпака. Последњи, први тим у систему енглеске рагби лиге изван Европе, освојио је титулу Лиге 1 и аутоматску промоцију за Чемпионшип у својој инаугуралној сезони 2017. У 2018. години, Лига 1 има 14 тимова (према 16 у сезони 2017), од којих је осам из срчаних држава, четири су разбацане по остатку Енглеске и два из Велса. До 2008. године, постојала је аутоматска промоција и испадање између Супер лиге и Првенства, када су је заменили трогодишње дозволе за клубове који играју у првом. Промоција и испадање вратили су се у Супер лигу и Првенство 2015. године. Главни нокаут-такмичење је Чаленџ Куп, у који учествују и клубови из Француске и Канаде, а у прошлости су обухваћени и клубови из Русије.
Рагби лига се такође игра и као аматерски спорт, посебно у пределима, где игром управља британска аматерска рагби лига. Откад су власти синдиката рагбија окончале дискриминацију играња аматерских лига у рагби лиги, у спорту се повећао, посебно ван подручја срца. Кроз такмичења као што је Конференција рагби лиге спорт се креће ка националном ширењу, бар на аматерском нивоу.
Тим „Британије Лавови“ такмичио се у утакмицама Светског купа у рагби лиги и тест мечева, али то се променило 2008. године, када су се Енглеска, Шкотска и Ирска такмичиле као одвојене нације. На међународном нивоу, само Енглеска (а понекад и Велс) игра заиста конкурентне тимове у међународној рагби лиги. За многе турнире домаће нације су комбиноване да би се такмичиле као Велика Британија. Екипа из Велике Британије освојила је Светски куп у рагби лиги 1954, 1960. и 1972, али Енглеска и Велс се сада такмиче одвојено на овом турниру, а Аустралија је освојила сваки светски куп од 1975, осим 2008, када их је у финалу победио Нови Зеланд. Екипа из Велике Британије задржана је за нека такмичења, као што су Аустралија и Нови Зеланд у недавно основаном такмичењу Три-Нације, и у тестним серијама као што су Пепео (против Аустралије) и Баскервиле штит (против Новог Зеланда). У 2013. години, Уједињено Краљевство је пети пут било домаћин Светског купа у рагби лиги, при чему су Енглеска и Велс званично били заједнички домаћини.

### Хокеј на леду
Хокеј на леду, спорт који је настао из Канаде, једини је тимски спорт који има лигу широм Уједињеног Краљевства са најмање једним тимом из сваке нације. У Уједињеном Краљевству има дугу историју и прилично је добро подржан, јер већи тимови привлаче хиљаде фанова на сваку утакмицу. Хокеј на леду сада се сматра највећим затвореним спортом у Британији и најбрже растућим зимским спортом. Главна лига је једанаеста екипа професионалне Елите хокејашке лиге на леду која има три шкотска, шест енглеских, један северно-ирски и један велшки клуб. У лиги су учествовали многи бивши играчи НХЛ-а, претежно током две сезоне закључавања НХЛ-а 2004. и 2013. Тренутно је мушка репрезентација британског хокеја на леду у горњој дивизији Светског првенства у хокеју на леду. Тим је рангиран на 22. месту у свету у систему Светског рангирања.
Медијска подршка хокеју на леду побољшана је на националном нивоу, иако се већина вести још увек налази на интернету. Програмом недељних врхунских догађаја Скај Спортс покривао је Елит лигу из сезоне 2006/07. Скај је такође приказао мали број утакмица уживо, али то се није догодило од сезоне 2011/12. Након овог Премијер Спортс-а покупио је плашт већ неколико сезона. Дана 31. августа 2017. Премијер Спортс покренуо је сестрински канал ФриСпортс који је приказао једанаест игара уживо у сезони 2018/19, укључујући доигравање и редовно истакнуто гостовање.

### Амерички фудбал
Амерички фудбал, спорт који је настао у Сједињеним Америчким Државама (бивша британска колонија), је аматерски спорт у Великој Британији, са две лигашке асоцијације: БАФА и БАУФЛ. БАФА лига има 3 дивизије: Премијер, 1 и 2, са Премијер-ом и 1 подељеном на конференцију Север и Југ (с тим да је Ковентри најјужнији од севера), док је дивизија 2 даље подељена на 4 конференције, а Север постаје Север ( Шкотска и Карлајс) и централни и јужни део који су подељени на исток и запад. Учесници шампионата су унапређени у горње дивизије, а испадају екипе најнижег ранга у свакој дивизији. Пре тога, многи од ових тимова такмичили су се у БАФЛ-у који је ушао у администрацију 2010. Национални тим је познат као ГБ Лионс и представља Уједињено Краљевство. Формирани 1991. године, они су играли у НФЛ Европи. Са смањењем броја посета на 5.944, али су пропали седам година касније, а лига је направила пријављени губитак од 30 милиона долара по сезони, НФЛ је најавио крај у 2007. години.
Британски универзитети и колеџ спорт, национално управљачко тело за британски универзитетски спорт, увео је Америчку фудбалску лигу британских универзитета у 2012. години. Лига је одвојена у три дивизије: Премијер, Дивизија 1 и Дивизија 2. Лига сада броји преко 50 тимова, укључујући колеџе врхунских међународних академских стандарда као што су Империјал Колеџ Лондон (Дивизија 1), Универзитет у Варвику (Дивизија 1) , Универзитет у Кембриџу (Дивизија 2) и Универзитет у Оксфорду (Дивизија 2). Најбољи учесници у плеј-офу сваке дивизије унапређени су у боље поделе, док су екипе са најнижим рангом у свакој дивизији избачене.

### Кошарка
Кошарка, спорт који је настао из Сједињених Америчких Држава, није тако популаран спорт у Великој Британији. Лига највишег нивоа је Британска кошаркашка лига са Енглеском кошаркашком лигом и Шкотском кошаркашком лигом испод њих. Иако прате амерички облик франшизе, уместо да користе промоцију и испадање као већина европских лига, већина недавних додатака је из енглеске лиге. Као и код фудбала, тимови домаћих земаља били су охрабрени да раде заједно за Олимпијске игре, док британске међународне кошаркашке репрезентације од тада нису постигле неке веће успехе, званичници ФИБА изјавили су да ће, уколико поново уђу у европско такмичење након Олимпијаде, као појединачне нације, биће третирани као новопечене придошлице. Након састанка са званичницима ФИБА-е, Савез у Велсу је гласао против да се спајање учини трајним, наводећи између осталог и недостатак прилика за велшке играче у оквиру Уједињеног Краљевства (ниједан играч у мушком или женском олимпијском саставу није велшки) и за напредовање игра на домаћем нивоу.
У 2014. ФИБА је званично протерала Савез из Велса признајући Бритиш Баскетбал Јунион као јединог представника у Великој Британији. ББЈ је покушала да се помири тако што је дозволила кошаркашком Велсу да настави да организује велшку лигу на нивоу испод, примивши велшки тим у женској лиги (иако још увек нема планиова да се мушки тим уђе у националну лигу) и обећање да ће организовати годишњи „куп краљевства“ између тимова који представљају четири домаће нације.
Као и код америчког фудбала, НБА већ неколико година организује редовне мечеве сезоне у Лондону, а последња је била утакмица 2018. између Бостон Селтикса и тима Филаделфија севентисиксерси у О2 Арени у Лондону. Бивши НБА комесар Давид Стерн са одушевљењем је расправљао о могућности проширивања НБА у Европу, у једном тренутку предвиђајући нову поделу од 5 тимова са седиштем у Лондону, Паризу, Берлину, Италији (Рим или Милано) и Шпанији (Мадрид или Барселона). Иако је 2012. године Стерн наставио да каже да су места која су предложила да само Лондон и Берлин имају арене стандардног који се очекује у НБА, док су домаће лиге Шпаније и Италије постале све популарније. Идеја да се један тим или пар тимова пресели у Лондон и Берлин одбачена је као неекономична због удаљености удаљених мечева.
Истраживање Спорт Енгланд—a из 2016. године открило је да је кошарка трећи спорт са највише играња у групи између 14 и 25 година у Енглеској, одмах иза рагби савеза по броју - али оба спорта у комбинацији имају мање од једне трећине фудбала. Поред тога, британски спортски новинар истакао је да су фудбалске академије „стварно лоше у избацивању играча из система који то неће учинити“, често задржавајући играче до 17 или 18 година, изнад старосне доби у којој могу разумно да буду развијени за кошарку највишег нивоа. Кошарка се не игра у елитним средњошколским школама које плаћају несразмеран удео британских политичких лидера.
Британска влада је обезбедила у много спортова, укључујући кошарку, велика средства пре Олимпијских игара 2012. године. Међутим, тим УК је схваћен као неуспешан у кошарци, јер је женска екипа била без победе, а мушкарци скор од 1–4, иако је изгубила са само једним бодом од Шпаније. Као резултат тога, средства за кошарку су драматично смањена, а мушка репрезентација није успела да се квалификује на ЕуроБаскет 2015 или Олимпијске игре 2016. године. Спорт тренутно такође нема приватно финансирање, а многим британским играчима није исплаћена обећана пензија. Коначно, све до последњих година, британски играчи нису били вољни да се развијају у конкурентнијим лигама континенталне Европе.

## Индивидуални спортови

### Атлетика
Атлетика у Британији нема баш велику популарност, али скаче на истакнуто место током великих шампионата. Степен пажње успешних британских спортиста илуструје чињеница да су спортисти освојили далеко више награда Спортске личности године од оних који тренирају било који други спорт. Управно тело британске атлетике је британска атлетика. Постоје и полу-независна атлетска савеза у свакој од домовина.
Током последњих неколико деценија британски спортисти су на Олимпијади обично освојили између једне и три златне медаље; Игре у Лондону 2012. године у Лондону видела су три британска спортиста који су освојили четири злата док су 2016. освојила још два злата. Традиционално Британија је била најјача у атлетици код мушкараца, посебно трчања на средњој стази у којима су Роџер Банистер, Стив Овет, Себастијан Цо и Стив Крам били глобалне звезде, али у последњих 20 година успех је постигнут у широком спектру догађаја и Британке су се затвориле јаз у достигнућима код мушкараца, видевши посебан успех у седмобоју са главним титулама за Денис Луис, Катарину Џонсон-Томпсон, Луис Хејзел и Кели Сотертон. Ипак, у Британији и даље постоји озбиљна забринутост због спорта, а број клупских спортиста наводно је у опадању. Супротно томе, рекреативна атлетика, посебно трчање, доживела је процват по Паркруновој шеми.
Велика Британија такође има значајан скорашњи рекорд у домаћинству великих атлетских првенстава, пошто је била домаћин Олимпијских игара 2012, Светског првенства у ИААФ 2017, Светског првенства у атлетици у затвореном 2018, Европског првенства у атлетици у затвореном за 2019. и Игара Комонвелт 2014 између 2012 и 2019. Бирмингем би требао бити домаћин атлетског такмичења на Играма Комонвелта 2022.

### Бокс
Велика Британија је одиграла кључну улогу у еволуцији модерног бокса, кодификацијом правила спорта познатим као Квинсбери правила, названих по Џону Дагласу, 9. маркиза Квинсберија 1867. године. Први британски светски првак у тешкој категорији Боб Фитцимонс постао је историја бокса као први светски шампион у три дивизије. Неки од најбољих савремених британских боксера укључују шампиона супервешке категорије Џоа Калзагеа, шампиона Насима Хамеда и шампионе у тешкој категорији Ленок Луис, Тисон Фури и Ентони Џошуа. Приказ Велшмана Казагеа против Џефа Лација 2006. године натерао је Лацијевог тренера да изјави „Никада нисам видио бољу изведбу од оне на свету.“ 
Британски професионални бокс нуди неке од највећих "новчаника" изван Сједињених Држава неколицини елитних професионалних боксера који постају национално познати. Британски такмичари у тешкој категорији су нарочито популарни, али већина британских светских првака борила се у средњој категорији. Управно тело професионалног бокса је Британски боксерски одбор за контролу. Опште се сматра да је британски професионални бокс у паду у раним годинама 21. века. Разлози за то су: чињеница да фудбал сада нуди релативно великом броју спортиста шансу да такве приходе традиционално поставе доступне само светским боксерским шампионима, смањујући подстицај атлетских младих да прихвате веће ризике боксерске каријере; стицање права на већину великих борби од стране Ски Спортса, што значи да мањи број боксера постаје национална личност него у прошлости; и ударац веродостојности спорта преузео је из мноштва тела за санкционисање наслова.
Аматерским боксом управљају одвојеним телима у свакој домовини. На олимпијским, светским и европским догађајима, боксери домаће нације (са изузетком С. Ирске) такмиче се под заставом УК подијума. Британски аматери уживали су успех у међународним такмичењима последњих година, али за разлику од њихових колега који боре за Ирску Републику, постоји тенденција да се прерано окрену професионалној аматерској каријери. Аматерски спорт се константно опоравља од пада који је достигао врхунац у касним 80-има, драматичним порастом броја боксера потакнут последњим успехом подијума УК, нарочито на Олимпијским играма у Лондону 2012. године. Иако су британски најбољи боксерски аматери имена домаћинстава и хваљена од стране шире јавности, финансијски и комерцијални утицај професионалног спорта који сада има на телевизијским медијима значи да аматерски бокс ретко добија свој приличан део ТВ удела.

### Бициклизам
Британија је имала ограничен успех у тркама са бициклима у 20. веку. Ово се променило када је директор перформанса британског бициклизма Петер Кин добио средства која је помогла бициклизам како аматерима, тако и на елитном нивоу. Први плодови програма убрани су 2000. године: на тим летњим Олимпијским играма тим УК тим је узео две бронзе, сребро и злато на стази, што је омогућило њихов успех на следећем Светском првенству у бициклизму 2000. на домаћем терену у Манчестеру освајањем пет медаља. Напредак је постигнут на Летњим олимпијским играма 2004. године, под Киновим наследником Дејвом Брајлсфордом, на којима су Крис Хој и Бредли Вигинс освојили злато - први пут да су британски тим освојили два злата у бициклистичкој стази од 1908. године, док је Велика Британија освојила 11 медаља на стази 2007. Светско првенство у бициклизму, од чега седам златних и девет златних медаља на Светском првенству у бициклизму у Манчестеру 2008. Инвестиција се исплатила на Олимпијским играма 2008. године; Британски бициклисти донели су златне медаље кући у седам дисциплина, од којих је најпознатији Крис Хој који је постао први британски олимпијац који је на једној олимпијади освојио три злата и за то заслужио витешки статус. Остали успеси укључују Ребека Ромеро и Викторија Пендлетон.
Успех у друмским тркама такође је био ограничен, с тим да је Велика Британија једина главна нација која није имала првака у трци Тур де Франс, све док није победио Бредли Вигинс 2012. године.

### Голф
Савремени такмичарски голф пореклом из Шкотске. Почетком 20. века британски голф играчи су били најбољи на свету, освајајући готово сва првенства ЈС Опен пре Првог светског рата. Амерички голфери су касније постали доминантни, али Британија је наставила да производи водеће голф играче, са посебно јаким периодом у 1980-има и 1990-их. Обично је више британских голфера од осталих у првих 100 на Светском голф терену у односу на број становника, то јест више од петине. Неколико британских голфера стигло је до најбољих 10 на свету почетком 2000-их. Енглез Ли Вествуд окончао је петогодишњу владавину Тајгер Вудса на врху лествице на јесен 2010. У мају 2011. године, колега Енглез Лук Доналд стигао је до врха ранг-листе, а крајем те године постао је први голфер у историји који је освојио новац. Остали британски голфери који су се у 21. веку појавили у првих 10 су Пол Кејси, Ијан Полтер и Џастин Роуз, сви из Енглеске.
Голф је шести најпопуларнији спорт, по учешћу, у Великој Британији. Отворено првенство, које се сваког јула игра на бројним британским голф теренима, од којих је већина у Шкотској, једини је главни голф турнир за мушкарце који се игра ван Сједињених Држава. Најпознатији од ових курсева је St Andrews, који је познат и као „Кућа голфа“.

### Тенис
Тенис је још један спорт који потиче из Велике Британије, а први је настао из града Бирмингема између 1859. и 1865. године као отворенија варијанта историјског стварног тениса, или краљевског тениса, често повезаног са тудорском монархијом Хенрија 13. из Енглеске. Међутим, тамо није напредовао последњих деценија: његов профил је у великој мери зависан о првенству у Вимблдону, најпрестижнијем догађају глобалног тениског календара. После победе Вимбледона Фреда Перија 1936. године, ниједан Британац није освојио сингл све док то није учинио Анди Мурраи из Шкотске 2013. Ниједна Британка није победила на Вимбледону од Вирџиније Вејд 1977. Поред тога, Перијева победа на Државном првенству у САД-у (претходница модерни Јуес Опен) касније 1936. године био је последњи за било ког Британаца у Гранд Слам синглу такмичења, све док Мареј није освојио УС Опен 2012. године; Вејд је и даље последња Британка која је победила на таквом догађају. Управно тело спорта је Lawn Tennis Association (ЛТА), који улаже огромне профите од турнира у игру у нади да ће произвести британске прваке, али низ преправки тренерског система нису успели да подигну стандард ЛТА тренирали играчи. Једини британски играчи било ког пола који су достигли светску топ 50 последњих година су Грег Руседски, који је научио тенис у Канади, Тим Хенман и Мареј, који такође нису прошли кроз ЛТА систем. Изван Вимблдона, профил тениса у Великој Британији је низак, а од када су Руседски и Хенман повукли 2007. године у великој мери зависе од Мареја, тренутног броја 1 у Великој Британији. Пораст броја других играча, посебно специјалиста у паровима, резултатирао је да Велика Британија је први пут у историји имала десет најбољих рангираних мушких синглова, мушких парова и женских појединачних играча истовремено.
Велика Британија је освојила Дејвис куп десет пута, а последња титула 2015. била им је прва од 1936. године. Женска репрезентација Велике Британије је четири пута у финалу Фед Купа изгубила све четири, али последњи наступ у финалу им је била 1981. године када је такмичење било познато под називом Федерацијски куп, а изгледи жена за будућу победу су нејасни. Женски тим тренутно је у групи И зоне Европа / Африка - две промоције далеко од такмичења за Фед куп. (За разлику од Дејвис купа, који има једну светску групу са 16 екипа, Фед куп има две светске групе, а само се осам тимова из Светске групе у ствари такмичи за тај трофеј.)

### Мотоспорт
Велика Британија је центар Формуле 1, а већина тимова Формуле 1 са седиштем у Енглеској и више светских титула које су освојили возачи из Британије него из било које друге земље, укључујући: Мајк Хоторн; Грејам Хил (два пута); Џим Кларк (два пута); Џон Сертиз, такође светски шампион у мотоциклизму; Џеки Стјуарт (три пута); Џејмс Хант; Најџел Мансел; Син Грејама Хила, Дејмон Хил; Луис Хамилтон (шест пута); и Џенсон Батон. Велика награда Гранд При Британије одржава се у Силверстону сваког јуна / јула.
Велика Британија је била прва прва Ф1 Гранд При 1950. у Силверстону, тренутној локацији Велике награде Британије која се сваке године одржава у јулу. Држава је такође домаћин Светског рели шампионата и има своје првенство у тркачким аутомобилима, Британско првенство у туристичким аутомобилима и британско првенство формуле три.
Британски возачи постигли су успех у Светском рели шампионату, пошто су Колин МекРае и Ричард Барнс освојили титулу. Дерек Бел је петоструки победник Ле Мана у трајању од 24 сата и победник Силверстоун 1000 км, највеће трке издржљивости земље, некада део Светског првенства у спортским аутомобилима, а тренутно дио ФИА Светског првенства у издржљивости.

### Триатлон
Популарност триатлона и даље расте у Великој Британији, а чланство у британском триатлонском савезу порасло је за 174% од 2009, мада је број учесника већи због многих људи који пливају, бициклирају или трче и који учествују у триатлонима. Један од разлога зашто је популарност на домаћем нивоу порасла је због снаге Велике Британије на међународном нивоу са две златне и две бронзане медаље на две последње олимпијске игре и многим победама у међународном кругу. Многе трке се одржавају по Великој Британији, а домаћи су клубови са око 213.000 учесника у трци током 2017. године. Британска триатлонска федерација управља УК тимом на елитном и старосном нивоу са центрима перформанси.

### Пливање
Пливање је спорт са највећим учешћем у Енглеској према Спорт Енгланд (2014). Већа је од атлетике, бициклизма и фудбала. Пливачке организације матичних земаља основале су кровну организацију под називом Британско пливање 2000. године. Британско пливање концентрисано је на елитне пливаче са потенцијалом. Британија шаље велике тимове на све велике међународне пливачке догађаје и ужива у неким успехом, али тренутно није водећа нација за пливање. Профил спорта највиши је током Игара у Комонвелту, када британски пливачи имају најбољу прилику за освајање златних медаља и током Олимпијаде. Спорт има напредну клупску структуру са конкуренцијом на свим нивоима.
Обезбеђење базена од 50 метара у Великој Британији било је веома слабо за развијену земљу, са свега 22 од почетка 2007, од којих су само две у складу са олимпијским стандардом. Постоје, међутим, далеко више базена на кратким стазама од 25 метара и других базена за такмичење величине под олимпијске величине. Број базена од 50 метара сада се повећао и постоји 9 базена пуне олимпијске величине, укључујући базен у Лондону, који се сматра најбољим базеном на свету.

## Коњички спортови
У Великој Британији постоји шездесет тркачких стаза са годишњим похађањем тркачких стаза већим од шест милиона и отприлике 13.500 трка које се одржавају широм Британије и Ирске сваке године. Спортом у Великој Британији управља британска Управа за коња. Тркачким стазама у Северној Ирској управља Horse Racing Ireland. Град Њумаркет сматра се центром енглеске трке.

## Олимпијске игре
Велика Британија се такмичи на Олимпијским играма као Велика Британија током олимпијских такмичења. Британско олимпијско удружење одговорно је за промоцију олимпијског покрета у Великој Британији и за избор, вођство и управљање Великом Британијом и Северном Ирском на свим акредитованим олимпијским догађајима. Дугогодишњом праксом, спортисти Северне Ирске имају могућност да буду или у саставу Велике Британије или Ирске.
Након летњих олимпијских игара 2004. године, Велика Британија је била трећа по броју ланских олимпијских медаља (рангирана златним медаљама), мада је већина медаља у првих неколико олимпијских игара. Британски медаљони за медаље током већег дела послератног периода генерално су сматрани разочаравајућим, али Летње олимпијске игре 2000. године обележиле су успон и то се одржало на Летњим олимпијским играма 2004. године, када је Велика Британија завршила на десетом месту на табели са медаљама и 2008. где је заузела четврто место иза само Кина, САД и Русија. Ово се доживљавало као велики успех, а улицама Лондона уследила је парада победе. Овај тренд се наставио на Играма 2012. у Лондону. Велика Британија је поново завршила на четвртом месту на табели укупног броја медаља (иза САД-а, Кине и Русије), али била је трећа на листи златних медаља иза САД-а и Кине. 2016. године на Летњим олимпијским играма 2016, у Рио де Жанеиру Британија је постигла све најбоље олимпијске резултате освојивши друго место на табели са медаљама које су само победиле САД. Спортови у којима је британска екипа освојила највише медаља у недавне летње Олимпијске игре укључују веслање, једрење, бициклизам и атлетику. Поред Летњих олимпијских игара 2012. године, Лондон је био домаћин Игара 1908. и 1948. године.
Зимски спортови играју само малу улогу у британском спортском животу, јер зиме нису довољно хладне да би их се увелико могло тренирати ван врата. Велика Британија није водећа нација на Зимским олимпијским играма, али је постигла неколико успеха у спортовима попут клизања у фигури, керлинга и боба. Бројни спортисти представљали су Велику Британију у дисциплини скијања у слободном стилу када је дебитовала на Зимским олимпијским играма 2014. године. Сноубордерка Џени Џоунс направила је историју на тим играма као прва британска такмичарка која је освојила медаљу у случају снега када је узела бронзу у такмичењу. Други британски сноубордер, Били Морган, освојио је бронзану медаљу на великом ваздушном такмичењу на Зимским олимпијским играма 2018.

## Спорт у образовању
Осим неколико Окбриџе догађаја, студентски спорт има веома низак профил у Великој Британији. Иако универзитети имају значајне спортске садржаје, није постојао систем спортских стипендија, с тим да су школарине уведене тек крајем 90-их. Међутим, студенти који су елитни такмичари у стандардима испуњавају услове за финансирање од стране органа као што је УК Спорт на истој основи као и било ко други. Универзитет који се највише фокусирао на пружање спорта је Универзитет Лоубороу. Професионалци који се надају традиционалним тимским спортовима фудбалске и рагби лиге традиционално радничке класе ретко иду на универзитет. Талентовани младићи у спортовима средње класе крикета и рагбија вероватно ће похађати универзитет, али њихови спортски клубови обично играју већу улогу у развоју свог талента од својих универзитетских тренера. Неки се спортови покушавају прилагодити новим условима у којима далеко већи удио британских тинејџера похађа универзитет него у прошлости, посебно крикет, који је основао неколико универзитетских центара изврсности.
Спорт је обавезан за све студенте до шеснаест година, али време посвећено њему је често мало. Честе су притужбе да школе у државном сектору раде премало како би подстакле спорт и здрав начин живота. У 1980-им година, влада је продала многе спортске терене; Као такве, многе старије школе немају лако доступне спољне просторе.
Спортска култура је јача у независним школама у Великој Британији, а ове школе доприносе непропорционалном броју елитних такмичара у готово свим спортовима, осим фудбала, рагби лиге, бокса и можда атлетике.
Поред многих спортова који су већ споменути, популарни спортови на јуниорским нивоима укључују нетбол, а овај спорт готово у потпуности играју девојке.